# شارون كيلر
شارون كيلر (بالإنجليزية: Sharon Keller)‏ هي قاضية ومحامية أمريكية، ولدت في 1 أغسطس 1953 في تكساس في الولايات المتحدة.